# Frankfurter Straße 26 (Darmstadt)
Das Haus Frankfurter Straße 26 ist ein Bauwerk in Darmstadt.

## Geschichte und Beschreibung
Das Landhaus wurde um das Jahr 1860 erbaut.
Stilistisch gehört das Haus zum Spätklassizismus. Mit den fünf Fensterachsen und einem Gesims auf der Fensterbankhöhe des Obergeschosses ist die Fassade streng gegliedert. 
Das flach geneigte Schieferdach wird durch einen dreiachsigen Quergiebel unterbrochen.

## Denkmalschutz
Das Wohnhaus ist ein typisches Beispiel für den spätklassizistischen Baustil in Darmstadt. Aus architektonischen und stadtgeschichtlichen Gründen steht das Bauwerk unter Denkmalschutz.